# 조병순 초상
조병순 초상화(趙炳順 肖像畵)는 대한민국 전북특별자치도 진안군에 있는 일제강점기의 초상화이다. 2013년 11월 15일 전라북도의 유형문화재 제226호로 지정되었다.

## 개요
조병순 입상 초상화는 지금까지 발견된 석지 채용신이 그린 초상화에서는 대부분 배경을 그리지 않고 있는데, 이작품은 1916년에 황단을 배경으로 제작된 매우 희귀한 작품이다.
이 초상화는 이덕응의 제자인 조병순(24세) 입상으로 조선조말 최고의 초상화가인 석지 채용신이 익산 금마에 낙향하여 그린 작품으로서 예술적 가치가 크며, 회화사적인 면에서도 중요한 가치를 지니고 있다.

## 같이 보기
- 채용신

## 참고 자료
- 조병순 초상화 - 국가유산청 국가유산포털